# Port lotniczy Tbilisi
Port lotniczy Tbilisi – międzynarodowy port lotniczy położony w pobliżu Tbilisi, na wschód od miasta. Jest największym portem lotniczym w Gruzji.

## Linie lotnicze i połączenia
| Linia lotnicza                  | Kierunek |
| ------------------------------- | --- |
| Aegean Airlines                 | 1. Ateny Sezonowo: 1. Saloniki |
| Air Arabia                      | 1. Abu Zabi 2. Szardża |
| Air Astana                      | 1. Ałmaty 2. Atyrau (od 27 maja 2025) Sezonowo: 1. Astana |
| Air Cairo                       | 1. Szarm el-Szejk |
| Air China                       | 1. Urumczi |
| Air France                      | 1. Paryż-Charles de Gaulle |
| Air Baltic                      | 1. Ryga |
| AJet                            | 1. Stambuł-Sabiha Gökçen |
| Arkia Israel Airlines           | 1. Tel Awiw |
| ATA Airlines                    | 1. Teheran-Imam Khomeini |
| Austrian Airlines               | 1. Wiedeń |
| Azerbaijan Airlines             | 1. Baku |
| Azimuth                         | 1. Mineralne Wody 2. Moskwa-Wnukowo 3. Sankt Petersburg 4. Soczi 5. Ufa |
| Belavia                         | 1. Mińsk |
| British Airways                 | 1. Londyn-Heathrow (od 30 marca 2025) |
| Centrum Air                     | 1. Taszkent |
| China Southern Airlines         | 1. Urumczi |
| EasyJet                         | 1. Genewa (od 31 marca 2025) 2. Londyn-Luton (od 1 kwietnia 2025) 3. Mediolan-Malpensa (od 1 kwietnia 2025) |
| Edelweiss Air                   | 1. Zurych (od 12 kwietnia 2025) |
| Eurowings                       | 1. Berlin 2. Düsseldorf Sezonowo: 1. Stuttgart |
| Fly Baghdad                     | 1. Bagdad (zawieszone) |
| Flydubai                        | 1. Dubaj |
| Flynas                          | 1. Rijad Sezonowo: 1. Dammam 2. Dżudda |
| FlyOne                          | 1. Kiszyniów |
| FlyOne Armenia                  | 1. Erywań |
| Georgian Airways                | 1. Amsterdam 2. Mediolan-Bergamo 3. Berlin 4. Bolonia (od 14 kwietnia 2025) 5. Larnaka 6. Moskwa-Wnukowo 7. Nicea 8. Nowosybirsk 9. Paryż-Charles de Gaulle 10. Rzym-Fiumicino (od 16 kwietnia 2025) 11. Sankt Petersburg 12. Tel Awiw 13. Wiedeń 14. Erywań Sezonowo: 1. Forlì (od 24 kwietnia 2025) Sezonowe czartery: 1. Mahé |
| Georgian Wings                  | Sezonowo: 1. Baku 2. Kiszyniów 3. Praga |
| Gulf Air                        | 1. Bahrajn |
| IndiGo Airlines                 | 1. Delhi |
| Iran Aseman Airlines            | 1. Teheran-Imam Khomeini |
| Israir Airlines                 | 1. Tel Awiw |
| Jazeera Airways                 | 1. Kuwejt |
| Jordan Aviation                 | 1. Amman |
| Kuwait Airways                  | Sezonowo: 1. Kuwejt |
| LOT                             | 1. Warszawa-Okęcie |
| Lufthansa                       | 1. Monachium |
| Pars Air                        | 1. Sziraz |
| Pegasus Airlines                | 1. Ankara 2. Antalya 3. Stambuł-Sabiha Gökçen 4. Izmir |
| Qatar Airways                   | 1. Doha |
| Qeshm Air                       | 1. Teheran-Imam Khomeini |
| Red Wings Airlines              | 1. Czelabińsk 2. Kazań 3. Moskwa-Żukowskij 4. Niżny Nowogród (od 28 kwietnia 2025) 5. Sankt Petersburg 6. Samara 7. Soczi 8. Jekaterynburg |
| SalamAir                        | Sezonowo: 1. Maskat |
| SCAT Airlines                   | 1. Aktau |
| Sepehran Airlines               | 1. Teheran-Imam Khomeini |
| Sky Express                     | 1. Ateny |
| Sun d’Or International Airlines | 1. Tel Awiw |
| SunExpress                      | Sezonowo: 1. Ankara 2. Antalya 3. Izmir |
| Transavia                       | 1. Amsterdam 2. Paryż-Orly |
| Turkish Airlines                | 1. Stambuł |
| Uzbekistan Airways              | 1. Taszkent |
| Varesh Airlines                 | 1. Teheran-Imam Khomeini |
| Zagros Airlines                 | 1. Teheran-Imam Khomeini |